# Rallye du Mexique 2012
Le Rallye du Mexique 2012 est le 3e rallye du Championnat du monde des rallyes 2012.

## Résultats

### Classement final
| Rang              | Pilote            | Copilote             | Numéro            | Voiture                    | Écurie                   | Temps             | Écart             | Points            |
| Toutes catégories | Toutes catégories | Toutes catégories    | Toutes catégories | Toutes catégories          | Toutes catégories        | Toutes catégories | Toutes catégories | Toutes catégories |
| ----------------- | ----------------- | -------------------- | ----------------- | -------------------------- | ------------------------ | ----------------- | ----------------- | ----------------- |
| 01                | Sébastien Loeb    | Daniel Elena         | 01                | Citroën DS3 WRC            | Citroën Total WRT        | 4 h 15 min 32 s 7 |                   | 25+2*             |
| 02                | Mikko Hirvonen    | Jarmo Lehtinen       | 02                | Citroën DS3 WRC            | Citroën Total WRT        | 4 h 16 min 15 s 1 | 42 s 4            | 18                |
| 03                | Petter Solberg    | Chris Patterson      | 04                | Ford Fiesta RS WRC         | Ford Abu Dhabi WRT       | 4 h 17 min 44 s 1 | 2 min 11 s 4      | 15 + 3*           |
| 04                | Mads Østberg      | Jonas Andersson      | 10                | Ford Fiesta RS WRC         | Adapta World Rally Team  | 4 h 20 min 24 s 2 | 4 min 51 s 5      | 12 + 1*           |
| 05                | Ott Tänak         | Kuldar Sikk          | 05                | Ford Fiesta RS WRC         | M-Sport Ford WRT         | 4 h 20 min 35 s 3 | 5 min 02 s 6      | 10                |
| 06                | Nasser Al-Attiyah | Giovanni Bernacchini | 07                | Citroën DS3 WRC            | Qatar World Rally Team   | 4 h 22 min 14 s 1 | 6 min 41 s 4      | 8                 |
| 07                | Armindo Araújo    | Miguel Ramalho       | 12                | Mini John Cooper Works WRC | WRC Team Mini Portugal   | 4 h 28 min 19 s 6 | 12 min 46 s 9     | 6                 |
| 08                | Sébastien Ogier   | Julien Ingrassia     | 15                | Škoda Fabia S2000          | Volkswagen Motorsport    | 4 h 30 min 30 s 5 | 14 min 57 s 8     | 4                 |
| 09                | Ken Block         | Alex Gelsomino       | 43                | Ford Fiesta RS WRC         | Monster World Rally Team | 4 h 37 min 59 s 5 | 22 min 26 s 8     | 2                 |
| 10                | Ricardo Triviño   | Alex Haro            | 52                | Ford Fiesta RS WRC         | Ricardo Triviño          | 4 h 39 min 03 s 4 | 23 min 30 s 7     | 1                 |

* : points attribués dans la spéciale télévisée

## Classement au championnat après l'épreuve

### Classement des pilotes
Selon le système de points en vigueur, les 10 premiers équipages remportent des points, 25 points pour le premier, puis 18, 15, 12, 10, 8, 6, 4, 2 et 1.
| Rang | Pilote             | Rallyes | Rallyes | Rallyes | Rallyes | Rallyes | Rallyes | Rallyes | Rallyes | Rallyes | Rallyes | Rallyes | Rallyes | Rallyes | Total points |
| Rang | Pilote             | MON     | SUE     | MEX     | POR     | ARG     | GRE     | NZL     | FIN     | GER     | GBR     | FRA     | ITA     | ESP     | Total points |
| ---- | ------------------ | ------- | ------- | ------- | ------- | ------- | ------- | ------- | ------- | ------- | ------- | ------- | ------- | ------- | ------------ |
| 1er  | Sébastien Loeb     | 283     | 113     | 272     | -       | -       | -       | -       | -       | -       | -       | -       | -       | -       | 66           |
| 2e   | Mikko Hirvonen     | 142     | 18      | 18      | -       | -       | -       | -       | -       | -       | -       | -       | -       | -       | 50           |
| 3e   | Petter Solberg     | 15      | 142     | 183     | -       | -       | -       | -       | -       | -       | -       | -       | -       | -       | 47           |
| 4e   | Mads Østberg       | -       | 15      | 131     | -       | -       | -       | -       | -       | -       | -       | -       | -       | -       | 28           |
| 5e   | Jari-Matti Latvala | Ab.     | 261     | Ab.     | -       | -       | -       | -       | -       | -       | -       | -       | -       | -       | 26           |
| 6e   | Evgeny Novikov     | 111     | 10      | Ab.     | -       | -       | -       | -       | -       | -       | -       | -       | -       | -       | 21           |
| 7e   | Dani Sordo         | 18      | Ab.     | -       | -       | -       | -       | -       | -       | -       | -       | -       | -       | -       | 18           |
| 8e   | Ott Tänak          | 4       | 0       | 10      | -       | -       | -       | -       | -       | -       | -       | -       | -       | -       | 14           |
| 9e   | François Delecour  | 10      | -       | -       | -       | -       | -       | -       | -       | -       | -       | -       | -       | -       | 8            |
| 10e  | Nasser Al-Attiyah  | -       | 0       | 8       | -       | -       | -       | -       | -       | -       | -       | -       | -       | -       | 8            |
| 11e  | Armindo Araújo     | 1       | 0       | 6       | -       | -       | -       | -       | -       | -       | -       | -       | -       | -       | 7            |
| 12e  | Henning Solberg    | 0       | 6       | Ab.     | -       | -       | -       | -       | -       | -       | -       | -       | -       | -       | 6            |
| 13e  | Pierre Campana     | 6       | -       | -       | -       | -       | -       | -       | -       | -       | -       | -       | -       | -       | 6            |
| 14e  | Patrik Sandell     | -       | 4       | -       | -       | -       | -       | -       | -       | -       | -       | -       | -       | -       | 4            |
| 15e  | Martin Prokop      | 2       | 2       | -       | -       | -       | -       | -       | -       | -       | -       | -       | -       | -       | 2            |
| 16e  | Sébastien Ogier    | Ab.     | 0       | 4       | -       | -       | -       | -       | -       | -       | -       | -       | -       | -       | 4            |
| 17e  | Ken Block          | -       | -       | 2       | -       | -       | -       | -       | -       | -       | -       | -       | -       | -       | 2            |
| 18e  | Eyvind Brynildsen  | -       | 1       | -       | -       | -       | -       | -       | -       | -       | -       | -       | -       | -       | 1            |
| 19e  | Ricardo Trivino    | -       | -       | 1       | -       | -       | -       | -       | -       | -       | -       | -       | -       | -       | 1            |

| Couleur | Résultat                                                         |
| ------- | ---------------------------------------------------------------- |
| Or      | Vainqueur                                                        |
| Argent  | 2e place                                                         |
| Bronze  | 3e place                                                         |
| Vert    | Classé, dans les points                                          |
| Bleu    | Classé, hors des points Non classé (Nc.)                         |
| Mauve   | Abandon (Ab.) Retrait (Re.)                                      |
| Noir    | Disqualifié (Dq.)                                                |
| Blanc   | N'a pas pris le départ (Np.) Forfait (Forf.) Épreuve annulée (A) |
| Aucune  | N'a pas participé (-)                                            |

3, 2, 1 : y compris les 3, 2 et 1 points attribués aux trois premiers de la spéciale télévisée (power stage).

### Classement des constructeurs
| Rang | Équipe            | Rallyes | Rallyes | Rallyes | Rallyes | Rallyes | Rallyes | Rallyes | Rallyes | Rallyes | Rallyes | Rallyes | Rallyes | Rallyes | Total points |
| Rang | Équipe            | MON     | SUE     | MEX     | POR     | ARG     | GRE     | NZL     | FIN     | GER     | GBR     | FRA     | ITA     | ESP     | Total points |
| ---- | ----------------- | ------- | ------- | ------- | ------- | ------- | ------- | ------- | ------- | ------- | ------- | ------- | ------- | ------- | ------------ |
| 1er  | Citroën Total WRT | 37      | 28      | 43      | -       | -       | -       | -       | -       | -       | -       | -       | -       | -       | 108          |
| 2e   | Ford WRT          | 15      | 40      | 15      | -       | -       | -       | -       | -       | -       | -       | -       | -       | -       | 70           |
| 3e   | M-Sport Ford WRT  | 16      | 12      | 10      | -       | -       | -       | -       | -       | -       | -       | -       | -       | -       | 38           |
| 4e   | Mini WRT          | 26      | 0       | -       | -       | -       | -       | -       | -       | -       | -       | -       | -       | -       | 26           |
| 5e   | Qatar WRT         | -       | 8       | 8       | -       | -       | -       | -       | -       | -       | -       | -       | -       | -       | 16           |
| 6e   | Adapta WRT        | -       | -       | 12      | -       | -       | -       | -       | -       | -       | -       | -       | -       | -       | 12           |